# Gens Papíria
La gens Papíria (en llatí Papiria gens) va ser una gens romana plebea que tenia també una branca patrícia.
La història d'aquesta gens és el tema d'una de les cartes de Ciceró a Luci Papiri Pet, que no sabia de cap Papirii que hagués estat patrici. Ciceró afirma que els Papirii eren anomenats originàriament Papisii, i que la primera persona que va adoptar la nova forma del nom va ser Luci Papiri Cras, cònsol, l'any 336 aC. També diu Ciceró que la branca patrícia dels Papirii pertanyia a les minores gentes, és a dir , eren procedents d'altres ciutats o dins de la mateixa Roma sense ser patricis, els quals van adquirir la ciutadania romana. Els Papirii patricis es van dividir en diverses famílies: Cras, Cursor, Maso i Mugil·là. La branca plebea era formada per les famílies Carbó, Pet i Turde. La primera encara existent. La família més antiga va ser la dels Mugillanus, i el primer membre de la gens que va obtenir el consolat va ser Luci Papiri Mugil·là, cònsol l'any 444 aC, encara que la família ja existia a l'època monàrquica on un Papiri (Gai Papiri o Sext Papiri va reunir les Leges regiae. Un Marc Papiri va ser el primer rex sacrificulus nomenat després de l'expulsió dels reis i la proclamació de la República Romana.